# Karl Grune
Karl Grune, gebürtig Bertold Grünwald (* 22. Januar 1885 in Wien; † 1. Oktober 1962 in Bournemouth, Großbritannien) war ein österreichischer Filmregisseur, Drehbuchautor und Filmproduzent.

## Leben
Grune war der Sohn eines Lehrers und wollte zunächst Schauspieler werden. Er besuchte im Alter von 17 Jahren das Konservatorium in Wien und nahm Unterricht bei Ferdinand Gregori und Hermann Thimig. Seine erste Spielzeit brachte ihn 1910/11 ans Stadttheater in Budweis. Die folgenden Jahre spielte er in Regensburg, Laibach und Czernowitz, wo er erstmals auch Regie führte. Grune ging 1914 als Freiwilliger in den Ersten Weltkrieg. Aufgrund einer schweren Verwundung in Russland verlor er 1918 vorübergehend sein Sprechvermögen. 1916–18 spielte er an der Volksbühne in Wien. 1918/19 an Max Reinhardts Deutschem Theater in Berlin. Seine letzte Theatersaison hatte er 1920/21 in Berlin an den Barnowsky-Bühnen (Lessing-Theater und Deutsches Künstlertheater). Grune spielte am Theater meist Nebenrollen.
Friedrich Zelnik holte Grune zum Film, beschäftigte ihn zunächst als Dramaturg. Sein Film-Regiedebüt gab Karl Grune 1919. Viele seiner frühen Filme gelten als verschollen.
Im Jahr 1921 beteiligte er sich als Gesellschafter an der Stern-Film GmbH (1918–1926) und gründete im September 1926 die Karl Grune Film GmbH (1926–1930).
1923 drehte er im Ruhrgebiet den Bergmannsfilm Schlagende Wetter mit Liane Haid und Eugen Klöpfer in den Hauptrollen. Der Film war durch seinen Naturalismus bemerkenswert, das in einer Zeit als gemalte und oftmals expressionistische Filmdekoration die Norm war. Die Straße (1923) gilt als Hauptwerk Grunes. Zur Zeit der Nachkriegsinflation zeigte er Verlockungen und Abgründe der Großstadt im kleinbürgerlichen Lebensraum und setzte diesmal auch auf expressionistische Stilmittel. 1926 schuf er mit Conrad Veidt und Lil Dagover den Film Die Brüder Schellenberg, der ebenfalls die abgründige, mit dem schnellen Erfolg lockende Großstadt zum Thema hat. In der 1927 folgenden pazifistischen Film-Parabel Am Rande der Welt steht eine Müllersfamilie zwischen zwei verfeindeten Staaten im Mittelpunkt; Wilhelm Dieterle, Albert Steinrück und Brigitte Helm spielen die Hauptrollen. Die Produktionsfirma UFA änderte jedoch ohne Grunes Wissen das Ende des Films. Grune klagte vor Gericht gegen die UFA und verlor. Gleich im Anschluss daran drehte er mit Königin Luise eine Huldigung an die gleichnamige Preußenkönigin.
1928 ging Grune nach München, wo er für den Emelka-Konzern einen großen Waterloo-Film drehte. Obwohl der Film ein Verlustgeschäft war, ernannte die Emelka ihn 1930 zum Produktionschef.
Im Juli 1929 gründete er in Berlin die Karl Grune Filmgesellschaft mbH.
1933 emigrierte Grune nach England, wo er seine Arbeit als Regisseur und Produzent fortsetzte. Er drehte Der rote Sultan mit Fritz Kortner, 1936 dann den Opernfilm Der Bajazzo nach Ruggiero Leoncavallo mit Richard Tauber. Danach konnte er kaum mehr im Filmgeschäft Fuß fassen.
1958 heiratete er Beate Schach (1887–1962), die Witwe des Filmproduzenten Max Schach. Sie verstarb einen Tag nach Karl Grunes Tod.

## Zitate
„Technik darf nur Mittel zum Zweck sein, nie Selbstzweck.“
„Ich habe mich bemüht, der Kamera stets Neues zu erschliessen, und hieraus erklärt sich auch der Umstand, daß ich noch nie zwei gleichartige Filme hintereinander gedreht habe.“
(Karl Grune in: Wir über uns selbst, Hrsg. Dr. Hermann Treuner, Sibyllen-Verlag, Berlin 1928)

## Filme (Auswahl)
- 1919: Der Mädchenhirt
- 1919: Menschen in Ketten
- 1920: Nacht ohne Morgen
- 1921: Nachtbesuch in der Northernbank
- 1922: Frauenopfer
- 1922: Der Graf von Charolais
- 1923: Schlagende Wetter
- 1923: Die Straße
- 1924: Arabella, der Roman eines Pferdes
- 1924: Komödianten
- 1925: Eifersucht
- 1926: Die Brüder Schellenberg
- 1927: Am Rande der Welt
- 1927/28: Königin Luise (2 Teile)
- 1928: Marquis d’Eon, der Spion der Pompadour
- 1929: Waterloo
- 1929: Katharina Knie
- 1931: Das gelbe Haus des King-Fu
- 1932: Peter Voß, der Millionendieb (Produzent)
- 1935: Der rote Sultan (Abdul the Damned)
- 1936: The Marriage of Corbal
- 1936: Der Bajazzo (Pagliacci)
- 1947: The Silver Darlings (Produzent)